# Metalist Charkiv
Metalist Charkiv (Oekraïens: ФК «Металіст» Харків, Russisch: ФК Металлист Ха́рьков, FK Metallist Char'kov) is een Oekraïense voetbalclub uit Charkov. De club werd nieuw leven ingeblazen vijf jaar nadat de oorspronkelijke FC Metalist Charkiv in 2016 was opgeheven. Met ingang van het seizoen 2023/24 komt de club uit in de Persja Liha, het tweede niveau.

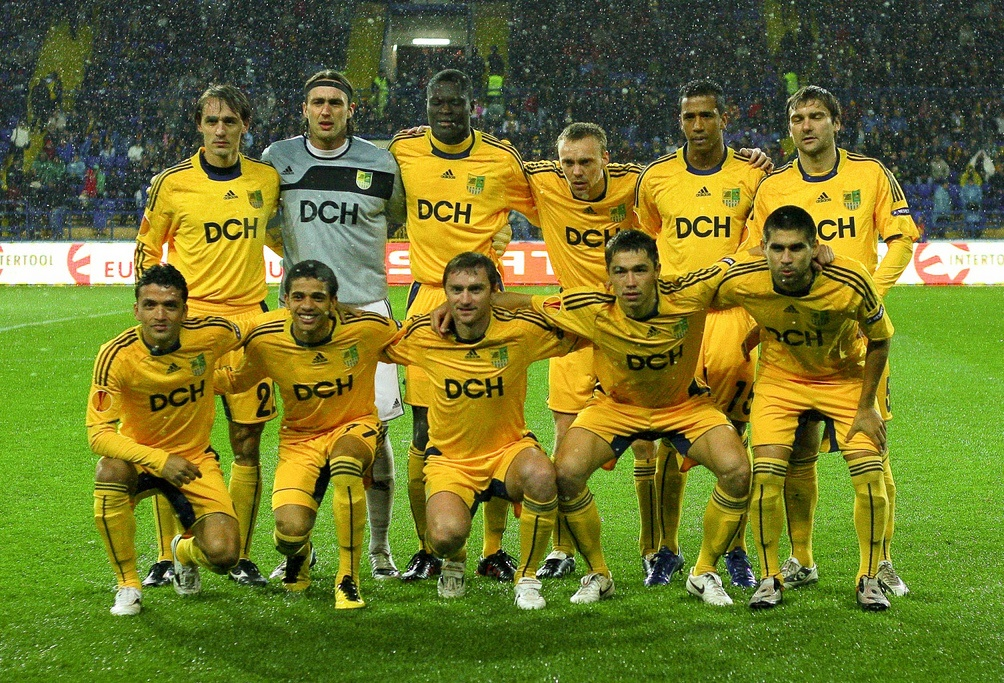
Metalist voor de UEFA Europa League thuiswedstrijd tegen PSV in 2010

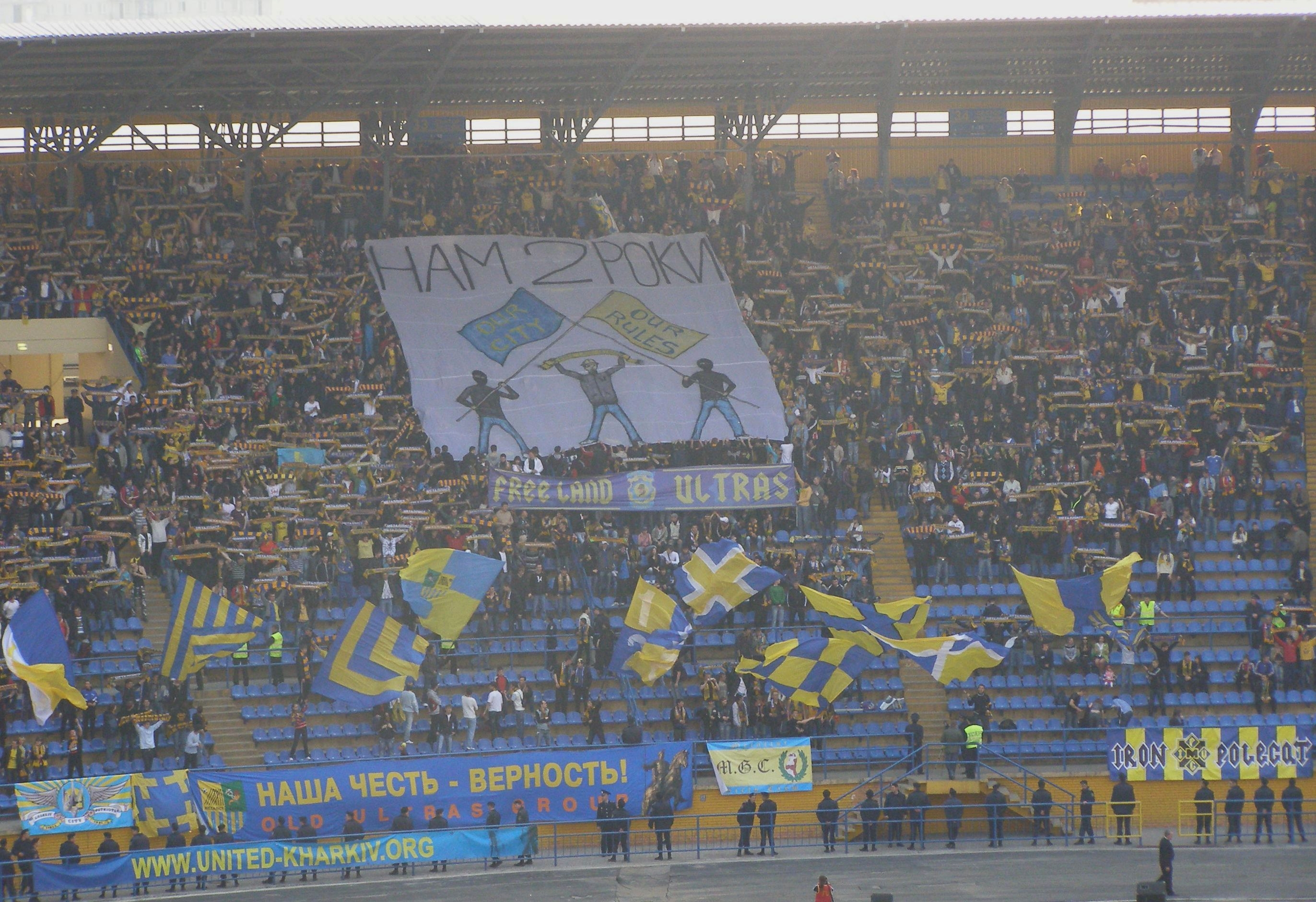
Metalist fans

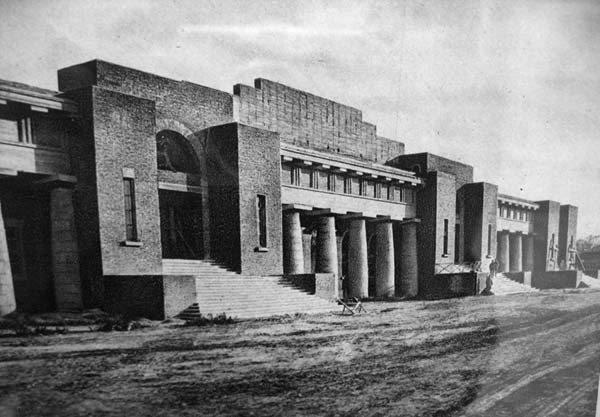
Het Contructivist-stadion in 1930

## Geschiedenis

### Sovjet-Unie
De club werd in 1925 opgericht als KHPZ Charkiv. In 1946 speelde de club onder de naam Dzerzjinets in de derde klasse en kon dat jaar promoveren. Na drie seizoenen tweede klasse werd de competitie geherstructureerd en in 1950 speelde de club zelfs geen competitievoetbal. In 1951 en 1952 speelde club terug in de vierde klasse maar verdween daarna weer.
In 1956 werd Lokomotiv Charkov ontbonden en nam de club onder de nieuwe naam Avangard de plaats van deze in de tweede klasse in. Ondanks dat de club zich hier sportief niet voor gekwalificeerd had mochten ze in 1960 voor het eerst in de hoogste klasse aantreden. De club behaalde goede resultaten tot een degradatie volgde in 1963.
In 1967 werd de naam Metallist aangenomen (Russische schrijfwijze). Na enkele plaatsen in de subtop ging het bergaf tot een degradatie volgde in 1973. Na één seizoen keerde de club terug, maar werd opnieuw naar de derde klasse verwezen. Daar bleef de club nu drie jaar en keerde in 1979 terug naar de tweede klasse. In het tweede seizoen maakte de club lange tijd kans op promotie maar in de laatste twee speeldagen liep het mis door een gelijkspel tegen Nistru Kisjinev en een nederlaag tegen Dinamo Stavropol, waardoor concurrent Dnjepr Dnjepropetrovsk de promotie binnen haalde. Het volgende seizoen werden ze wel met een ruime voorsprong op Torpedo Koetaisi kampioen.
Meer dan een plaats in de middenmoot zat er niet in maar de club kon wel standhouden, in 1988 werd de beker gewonnen en kon de club aan een Europees avontuur beginnen dat eindigde in de achtste finale. In 1989 werd de zevende plaats behaald, de beste sinds de promotie. In 1991 werd Metallist gedeeld voorlaatste. Dit was het laatste seizoen in de Sovjet-Unie, hierna werd Oekraïne onafhankelijk.

### Oekraïne
In 1992 was de club medeoprichter van de hoogste klasse. Het eerste seizoen werd de competitie in twee groepen van tien clubs opgedeeld, Metalist werd derde in groep B achter FC Dynamo Kiev en Dnipro Dnipropetrovsk. Het volgende seizoen eindigde de club nog vijfde maar in 1994 degradeerde Metalist. In de tweede klasse eindigde de club in de middenmoot enkele seizoenen tot 1998 toen promotie werd afgedwongen. In het eerste seizoen werd de zesde plaats behaald en in 2000 de vijfde. Twee seizoenen later werd die plaats opnieuw behaald, maar in 2003 degradeerde de club opnieuw. Na één seizoen keerde de club terug en behaalde in 2005 opnieuw de vijfde plaats. De club kende financiële problemen werd overgenomen door UkrSibbank eigenaar Oleksandr Yaroslavsky. In 2006/07 deed de club het nog beter met een derde plaats. Die prestatie werd ook de vijf seizoenen daarna behaald en in het seizoen 2012/13 werd de club tweede. Eind 2012 werd de club verkocht aan Serhiy Kurchenko, eigenaar van Gas Ukrain, die in februari 2014 het land uit vluchtte en wiens bezittingen in beslag genomen werden. Hierdoor kwam de club in acute financiële problemen. In 2014 werd Metalist wederom derde en na een zesde plaats in 2015, werd de club in 2016 elfde en degradeerde. Vanwege betalingsachterstanden werd Metalist na afloop van het seizoen uit de competitie genomen en kreeg geen licentie. De club werd ontbonden.

### Heroprichting
Na de ondergang van Metalist Charkov in 2016 werden twee nieuwe clubs opgericht in Charkov met variaties op de Metalist-clubnaam. Sinds juli 2016 speelt een team genaamd SK Metalist Charkov in het regionale amateurvoetbal. In augustus 2016 begon een andere club genaamd Metalist 1925 Charkov te spelen in de Oekraïense amateurcompetitie, met de uitdrukkelijke bedoeling om zo snel mogelijk deel te nemen aan de (professionele) Droeha Liha. Metalist 1925 Charkov is eigendom van een bedrijf dat geen banden heeft met de originele Metalist Charkov.
In juli 2020 werd Metal Charkov opgericht, dat voor het seizoen 2020/21 ging spelen in de Droeha Liha. Na het winnen van deze competitie in juni 2021, werd bevestigd dat Metal zal worden hernoemd naar Metalist, zal gaan spelen met het oude logo en de geschiedenis van de oude club zal overnemen. In principe wordt het dus gezien als heroprichting van de oorspronkelijke club. Een jaar later werd de club kampioen en promoveerde zodoende naar het hoogste niveau, om het volgende seizoen weer terug te degraderen naar het tweede niveau.

## Naamsveranderingen
- 1925: Opgericht als CHPZ Charkov
- 1945: Traktor Charkov
- 1946: Dzerzjinets Charkov
- 1956: Avangard Charkov
- 1967: Metallist Charkov
- 1992: Metalist Charkov
- 2020: Metal Charkov
- 2021: Metalist Charkov

## Erelijst
- USSR Cup

Winnaar: 1988
Finalist: 1993
- USSR Supercup

Finalist: 1988
- USSR Federation Cup

Finalist: 1987
- Oekraïense voetbalbeker

Finalist: 1992

## In Europa
Metalist Charkov speelt sinds 1988 in diverse Europese competities. Hieronder staan de competities en in welke seizoenen de club deelnam:
- Champions League (1x)

2013/14
- Europa League (5x)

2009/10, 2010/11, 2011/12, 2012/13, 2014/15
- Europacup II (1x)

1988/89
- UEFA Cup (2x)

2007/08, 2008/09

## Bekende (oud-)spelers
- Sergei Baltacha
- Leonid Buriak
- Pavel Jakovenko

- Sergei Kandaurov
- Sergei Skachenko
- Denys Oliynyk

- Jakson Coelho
- Taison
- Seweryn Gancarczyk

## Voormalige trainers
- A. Bem (1947-1948)
- I. Zolotukhin (1957-1958)
- V. Zub (1959)
- A. Ponamaryov (1960-1961)
- V. Zub (1962)
- V. Zhilin (1962-1963)
- V. Novikov (1963-1964)

- E. Eliseev (1965-1966)
- V. Kanevsky (1966-1971)
- V. Zub (1974-1975)
- O. Oshenkov (1975-1976)
- E. Lemeshko (1977-1988)
- L. Tkachenko (1989-1992)
- V. Kamarzaev (1994-1995)

- V. Udovenko (1996)
- Mykhailo Fomenko (1996-2000)
- Mykhailo Fomenko (2001-2003)
- Gennadiy Litovchenko (2003-2004)
- Aleksandr Zavarov (2005)
- Miron Markevich (2005-)

## Vrouwen

### In Europa
| Seizoen | Competitie                | Ronde | Land             | Club                 | Uitslagen |
| ------- | ------------------------- | ----- | ---------------- | -------------------- | --------- |
| 2004/05 | UEFA Women's Cup          | 1e    | Vlag van Faeröer | KÍ Klaksvík          | 2-1       |
|         | toernooi in Wrocław       | 1e    | Vlag van Wales   | Cardiff City FC      | 8-1       |
|         |                           | 1e    | Vlag van Polen   | KS AZS Wrocław       | 0-2       |
| 2007/08 | UEFA Women's Cup          | 1e    | Vlag van Georgië | FC Dinamo Tbilisi    | 14-0      |
|         | toernooi in Krasnoarmejsk | 1e    | Vlag van Servië  | FK Napredak Kruševac | 4-2       |
|         |                           | 1e    | Vlag van Rusland | FC Rossiyanka        | 0-3       |